# ناله‌های لذت
ناله‌های لذت (اسپانیایی: Gemidos de placer‎) یک فیلم ترسناک اروتیک به کارگردانی خسوس فرانکو است که در سال ۱۹۸۳ منتشر شد. فیلم‌نامهٔ این فیلم با الهام از کتاب فلسفه در اتاق خواب اثر مارکی دو ساد نگاشته شد. این فیلم یکی از شناخته شده‌ترین آثار این کارگردانِ فیلم‌های کالت در میان طرفدارانش است. از بازیگران این فیلم می‌توان به لینا رومای و آنتونیو مایانس اشاره کرد.